# Luka Špik

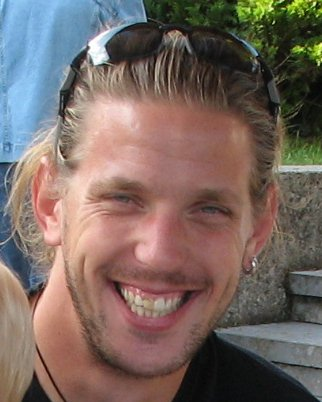
Luka Špik 2006

Luka Špik (* 9. Februar 1979 in Kranj) ist ein slowenischer Ruderer. Mit je einer olympischen Gold-, Silber- und Bronzemedaille bei Olympischen Spielen gehört er zu den erfolgreichsten Sportlern Sloweniens.
Špik war im Juniorenbereich der beste Einer-Ruderer. In seinem ersten Jahr in der Erwachsenenklasse bildete er 1999 mit Iztok Čop einen Doppelzweier, der auf Anhieb diese Bootsklasse dominierte. Die beiden gewannen 1999 bei den Weltmeisterschaften und bei den Olympischen Spielen 2000 holten sie die erste olympische Goldmedaille für Slowenien überhaupt. Ab 2001 versuchte sich Čop im Einer, wie schon vor 1999, während Špik mit anderen Partnern bei Weltmeisterschaften nicht in die Medaillenränge rudern konnte.
Bei den Olympischen Spielen 2004 traten Luka Špik und Iztok Čop wieder gemeinsam an, verloren überraschend gegen die Franzosen Sébastien Vieilledent und Adrien Hardy. 2005 traten Špik und Čop bei der Weltmeisterschaft in zwei Bootsklassen an, am Tag nach dem Sieg im Doppelzweier erruderten die beiden Silber im Doppelvierer. Nach Silber 2006 gewannen die beiden bei den Ruder-Weltmeisterschaften 2007 in München wieder Gold. Nach 2007 erreichte Špik zwar weiterhin regelmäßig das A-Finale bei Weltmeisterschaften, eine internationale Medaille gewann er wieder nach fünf Jahren: Bei den Olympischen Spielen in London erhielten Luka Špik und Iztok Čop die Bronzemedaille.

## Internationale Erfolge
- 1994: 6. Platz im Einer (Junioren-Weltmeisterschaften)
- 1995: 2. Platz im Einer (Junioren-Weltmeisterschaften)
- 1997: 1. Platz im Einer (Junioren-Weltmeisterschaften)
- 1998: 1. Platz im Einer (Junioren-Weltmeisterschaften)
- 1999: 1. Platz im Doppelzweier (Weltmeisterschaften)
- 2000: 1. Platz im Doppelzweier (Olympische Spiele)
- 2001: 5. Platz im Doppelzweier (Weltmeisterschaften)
- 2003: 4. Platz im Doppelzweier (Weltmeisterschaften)
- 2004: 2. Platz im Doppelzweier (Olympische Spiele)
- 2005: 1. Platz im Doppelzweier (Weltmeisterschaften) und 2. Platz im Doppelvierer
- 2006: 2. Platz im Doppelzweier (Weltmeisterschaften)
- 2007: 1. Platz im Doppelzweier (Weltmeisterschaften)
- 2008: 6. Platz im Doppelzweier (Olympische Spiele)
- 2009: 5. Platz im Doppelzweier (Weltmeisterschaften)
- 2010: 6. Platz im Einer (Weltmeisterschaften)
- 2011: 5. Platz im Doppelzweier (Weltmeisterschaften)
- 2012: 3. Platz im Doppelzweier (Olympische Spiele)